# شهرستان نیاگارا (نیویورک)
شهرستان نیاگارا (به انگلیسی: Niagara County) واقع در ایالت نیویورک است. جمعیت این شهرستان بر اساس سرشماری سال ۲۰۱۰ آمریکا ۲۱۵۱۲۴ نفر گزارش شده‌است. مرکز شهرستان نیاگارا شهر لاک‌پورت است.این شهرستان در تاریخ ۱۱ مارس ۱۸۰۸ بنیانگذاری شده‌است.